# A Message from Reno
A Message from Reno è un cortometraggio muto del 1917. Il nome del regista non viene riportato nei credit del film che vede tra gli interpreti Ruth Roland ed Edward Peters.

## Produzione
Il film fu prodotto dalla Balboa Amusement Producing Company.

## Distribuzione
Distribuito dalla Pathé Exchange, il cortometraggio uscì nelle sale cinematografiche statunitensi nel 1917.